# Pedro de Heredia
Pedro de Heredia, španski konkvistador, ustanovitelj mesta Cartagena de Indias in raziskovalec severne obale in notranjosti današnje Kolumbije, * okoli 1505, (Madrid, † 27. januar 1554, Zahara de los Atunes, Cádiz

## Zgodnje življenje
Pedro de Heredia je bil potomec bogate plemiške družine. Njegova starša sta bila Pedro de Heredia in Inés Fernandez. Kronist Juan de Castellanos pripoveduje, da je že v zgodnjih letih kazal pustolovski in prepirljiv značaj. Pedro de Heredia je bil v mladosti vpleten v prepir s šestimi moškimi, ki so ga poskušali ubiti v temni uličici v Madridu. Zaradi boja je imel iznakažen nos, ki je zahteval posredovanje zdravnika španske krone. V maščevanju je Heredia lovil tri svoje napadalce in jih ubil, preden je pobegnil v Novi svet, da bi se izognil pravici, za sabo pa pustil ženo in otroke.

## Prvo potovanje v Novi svet
Heredia je z bratom Alonsom de Heredia odpotoval v Zahodno Indijo in se naselil v Santo Domingu, glavnem mestu otoka Hispaniola, kjer sta na koncu podedovala mlin sladkorja in posestvo v provinci Azua. Nato je prišla novica o smrti guvernerja Santa Marte, Rodriga de Bastidasa in kraljeva avdiencia Santo Dominga se je odločila poslati Pedra de Vadilla za začasnega guvernerja province in Pedra de Heredia kot njegovega namestnika. Leta 1528 sta Vadillo in Heredia pristala v Santa Marti z 200 možmi in se kmalu zapletla v spore z Rodrigom Alvarezom Palominom, nekdanjim Bastidasovim poročnikom, ki je bil razrešen, ko se je slednji utopil v reki, ki nosi njegovo ime.
Vadillo je bil začasni guverner Santa Marte, vendar se je vrnil v Santo Domingo, da bi se soočil z residencio (upravni in sodni tribunal). V vmesnem času je Heredia ostal na položaju do leta 1529 in si pridobil bogate izkušnje v svojih odnosih z Indijanci. Nabral si je precejšen plen z izmenjavo ogledal, zvoncev in drugih drobnarij z domačini, nato se je vrnil v Santo Domingo in odplul nazaj v Španijo.

## Prva ekspedicija v Novem svetu
Ko je bil v Madridu, je Heredia začel prizadevanja za pridobitev kraljeve odobritve, da bi zagotovil osvojitev in vlado Cartagenskega zaliva in Nove Andaluzije, ozemlja, ki se je raztezalo od ustja reke Magdalene do province Darién, ki je pripadala Alonsu de Ojedi. Capitulación ali sporazum, ki mu je podelil naziv adelantado, je v Medini del Campo 5. avgusta 1532 podpisala kraljica Ivana Kastiljska (znana tudi kot Ivana Blazna). Heredia je dobil območje, ki pokriva skoraj vso današnjo Kolumbijo in več kot polovico današnjega Ekvadorja, ki se razteza v notranjost do ekvatorja. Heredia se je preselil v Seviljo, kjer je nabavil galeon, karavelo in patačo ter novembra 1532 s 150 možmi in 22 konji odplul iz Cádiza.
Heredia je najprej pristal v Portoriku, kjer je našel preživele odprave pod vodstvom Sebastiana Cabota, ki se je po šestih težkih in neuspešnih letih, preživetih v Novem svetu, vračal iz Río de La Plate. Heredia je svojo vojsko povečal z nekaterimi Cabotovimi častniki, vključno s Franciscom Césarjem, ki ga je imenoval za svojega poročnika. Nato se je odpravil v Santo Domingo, kjer je obiskal svoja posestva in vpoklical nekaj Indijancev in sužnjev, nekaj španskih žensk in tolmača, Indio Catalino, domorodko, ki je tekoče govorila špansko in indijanski jezik, ki jo je ugrabil Diego de Nicuesa, ko je bila še dekle.

## Ustanovitev Cartagena de Indias
Potem ko je božični dan preživel v Santo Domingu, je Heredia odplul čez Karibsko morje do celine Južne Amerike, kjer je odplul ob obali v zaliv Santa Marta in nato mimo ustja reke Magdalene. Prešel je več vasi Indijancev Mokaná, dokler ni 14. januarja 1533 dosegel Calamare, največje med njimi, ko je stal na peščeni notranji obali zaliva Cartagena. Po hudih spopadih z domačini na ozemlju Turbaco je Heredia ustanovil mesto, zdaj Cartagena de Indias in ga poimenoval po Cartageni v Španiji, ker je imelo podoben zaliv, vendar ga je imenoval Cartagena de Poniente, da bi ga razlikoval od tega mesta. Natančen datum ustanovitve Cartagene de Indias ostaja predmet polemik. Nekateri trdijo, da je bilo to 20. ali 21. januarja leta 1533, čeprav je Kolumbijska akademija za zgodovino določila datum kot 1. junij 1533.

## Kopenske ekspedicije in bivališča v notranjosti
Heredia je podpisal sporazume o prijateljstvu z indijanskimi poglavarji bližnjih otokov. S pomočjo Cataline, ki je delovala kot tolmač, je Heredia osvojil in zavladal nad območjem okoli Cartagene, vključno s Turbacom in reko Magdaleno. Izropal je indijanske grobove na območju reke Sinú in ustanovil Santiago de Tolú. Njegov plen iz teh odprav je vključeval 132 kilogramov težkega ježevca iz čistega zlata - najtežji zlati predmet, ki so ga oropali med osvajanjem. Heredia se je vrnil z nagrado v višini milijona in pol dukatov v zlatu. Vsak vojak je prejel šest tisoč dukatov, veliko več, kot je bil znesek, ki so ga prejele čete, ki so pomagale osvojiti Mehiko in Peru.
Pedro de Heredia je pripravil drugo ekspedicijo in leta 1534 dosegel reko Sinú, kjer je razkopal grobnice avtohtonih ljudstev v iskanju zlata. S svojimi četami je nato prodrl v Antioquia in se izčrpan vrnil v Cartageno. Tam je Heredia srečal Fraya Tomasa de Tora, prvega škofa Cartagene, ki ga je poslal španski kralj Karel I., in njegovega brata Alonsa, ki je pred kratkim prispel iz Gvatemale. Heredia je razdolžil Francisca Cesarja in imenoval Alonsa za generalpodpolkovnika. Alonso je vodil dve odpravi na Sinú, na zadnji pa je leta 1535 prispel do reke Cauca. Leta 1536 je Heredia začel odpravo proti jugu na reko Atrato, vendar brez rezultatov.
Nepravilnosti pri ravnanju bratov Heredia so jim prinesle številne pritožbe. Leta 1536 je Real Audiencia de Santo Domingo (prvo sodišče španske krone v Ameriki) imenovala sodnika Juana de Vadilla (sorodnika Pedra de Vadilla), da razišče obtožbe zoper Pedra de Heredia in njegovega brata zaradi zamude pri plačilih za zemljo in slabega ravnanja z domačini.
Vadillo je Heredia spoznal za krivega in ga zaprl ter prevzel začasno upravljanje Cartagene. Heredia je smel oditi v Španijo na sojenje, na katerem je bil oproščen. V Cartageno se je vrnil z nekaterimi člani svoje družine: nekaj nečakinj in dvema sinovoma, Antonio, ki se mu je pridružil na vseh njegovih naslednjih odpravah in Juan, ki se je kasneje naselil v Santa Cruz de Mompox. Kmalu po vrnitvi se je Heredia lotil iskanja zaklada Dabeibe, predhodnika mita o El Doradu. Po neproduktivnem dolgem potovanju se je Heredia vrnil v San Sebastián de Urabá, kjer je obtožil Jorgeja Robleda in ga dal zapreti, nato pa ga poslal nazaj v Španijo. 16. marca 1542 je Heredia odpotoval v Antioquio, da bi ozemlje priključil Cartageni. Tam je Heredio ujel Sebastián de Belalcázar (znan kot ustanovitelj pomembnih zgodnjih kolonialnih mest v severozahodnem delu Južne Amerike; Quito leta 1534 in Cali, Pasto in Popayán leta 1537) in ga poslal v Panamo, da bi mu sodili zaradi njegovih poskusov, da bi prevzel nadzor nad Antioquiajo. Audiencia y Cancillería Real de Panamá en Tierrafirme, ki ni bila pripravljena posredovati v tako občutljivi aferi, je Heredia izpustila, in se je vrnil v Cartageno.
Takoj po njegovem prihodu v Cartageno 25. julija 1544 je mesto oropal francoski hugenotski plemič Jean-François Roberval, znan kot Robert Baal. Cartagena še ni bila utrjena in je bila lahka tarča Francozov. Heredia se je moral boriti z mečem pri svoji hiši, saj je imel sovražnik številčno prednost, zaradi česar je bil prisiljen pobegniti in se skriti v bližini pri sorodnikih. Odkupnina za mesto je znašala 200.000 zlatih dukatov, katerih plačilo je zadostovalo za zadovoljitev Roverbala, ki je nato zapustil regijo. Kmalu po Roverbalovem napadu je Heredia zapustil Antioquio in priključil ozemlje pod jurisdikcijo Cartagene. Leta 1548 se je vrnil v Cartageno, da bi nastopil pred residencio (preiskovalno sodišče) zaradi zlorabe moči in pooblastil med opravljanjem funkcije. Visitador (kraljevi inšpektor, ki je poročal Svetu Indije) Miguel Diez de Armendáriz ga je spoznal za krivega vseh obtožb; Heredia pa je še naprej opravljal svoj upravni položaj.

## Smrt
Leta 1552 se je Heredia soočil z 289 novimi obtožbami, ki jih je vložil Oidor (član sodnik) kraljeve Audience Santa Féja, Juan Maldonado. Obtožbe so vključevale: nezakonito prilaščanje kraljevih sredstev, nepotizem, oviranje obravnave občinskega kapitlja, hude zlorabe proti domačemu prebivalstvu, kot so sežiganje živih, pohabljanje in mučenje. Potem ko je bil spoznan za krivega in razrešen s položaja, se je Heredia vrnil v Španijo, da bi se pritožil na svojo kazen. 27. januarja 1554 (nekateri viri pravijo 1555) je njegova ladja La Capitana, del flote Cosme Farfána, potonila ob obali Zahara de los Atunes. Poskušal je priplavati na obalo, vendar njegovega trupla nikoli niso našli.
Leta 2012 sta bila v Splošnem arhivu Indije (Sevilja) odkrita prva dva dokumenta, ki dokazujeta, da je bila India Catalina priležnica, s katero si je Pedro de Heredia delil spalnico v Cartageni de Indias od svojega prihoda leta 1533 do 1536, v katerih ga je India Catalina na prvem sojenju v Cartageni obtožila kraje zlata španske krone.